# Nam Cường, Thái Nguyên
Nam Cường là một xã nằm ở phía tây của tỉnh Thái Nguyên, Việt Nam.

## Địa lý
Xã Nam Cường có vị trí địa lý:
- Phía đông giáp xã Đồng Phúc và xã Quảng Bạch
- Phía tây giáp tỉnh Tuyên Quang
- Phía nam giáp xã Quảng Bạch và xã Yên Thịnh
- Phía bắc giáp xã Ba Bể và tỉnh Tuyên Quang.

Xã Nam Cường có diện tích 149,65 km², dân số năm 2025 là 10.793 người.
Xã có quốc lộ 3C (tỉnh lộ 254) đi qua theo chiều bắc-nam. Trên địa bàn xã Nam Cường có hai trong ba sông suối chảy vào hồ Ba Bể.

## Lịch sử
Tháng 6 năm 2025, xã Nam Cường được thành lập trên cơ sở nhập toàn bộ diện tích tự nhiên, quy mô dân số của xã Xuân Lạc (diện tích tự nhiên là 84,95 km², dân số là 4.467 người), xã Nam Cường (diện tích tự nhiên là 32,25 km², dân số là 3.766 người) và xã Đồng Lạc (diện tích tự nhiên là 32,45 km², dân số là 2.560 người) của huyện Chợ Đồn. Trụ sở làm việc của xã nằm tại xã Nam Cường cũ.

## Hành chính
Đến năm 2019, xã Nam Cường có 10 thôn là Nà Liền, Nà Mèo, Bản Mới, Cốc Lùng, Phiêng Cà, Cọn Poỏng, Bản Chảy, Bản Lồm, Bản Quá, Lũng Noong.
Xã Đồng Lạc có sáu thôn là Thôm Phả, Nà Áng, Bản Tràng, Nà Dầu, Nà Pha, Nà Ón.
Xã Xuân Lạc có 14 thôn là Tà Han, Bản Tưn, Cốc Slông, Nà Bản, Khuổi Sáp, Bản Eng, Nà Dạ, Pù Lùng 1, Pù Lùng 2, Bản Ó, Bản Khang, Bản Puổng, Bản Hỏ, Bản He.